# Wilhelm Heinrich Schnoor
Wilhelm Heinrich Schnoor (* 1877 in Ludwigslust; † 16. Februar 1963 in Hannover) war ein deutscher Philatelist und Sachbuchautor zur Philatelie.

## Leben
Wilhelm Heinrich Schnoor stammte aus Ludwigslust und lebte spätestens seit 1905 in Hannover. 1943 wurde er dort ausgebombt und lebte dann wieder drei Jahre in Ludwigslust. In Hannover führte er eine „Möbel-Agentur“ am Stephans-Platz 6.
Schnoor beschäftigte sich insbesondere mit der Postgeschichte des Königreichs Hannover. Seine teils bibliophil gebundenen Publikationen sind teils aufwändig mit einmontierten Drucken beispielsweise von Fritz Goy oder eingebundenen Stahlstichen nach Zeichnungen von Wilhelm Kretschmer illustriert.
Wilhelm Heinrich Schnoor wurde 1933 mit der Hannover-Medaille in Bronze und 1935 mit der Hannover-Medaille in Silber des Briefmarken-Club Hannover von 1886 ausgezeichnet. Er war Mitglied des Clubs seit 1911 und wurde 1936 dessen Ehrenmitglied.

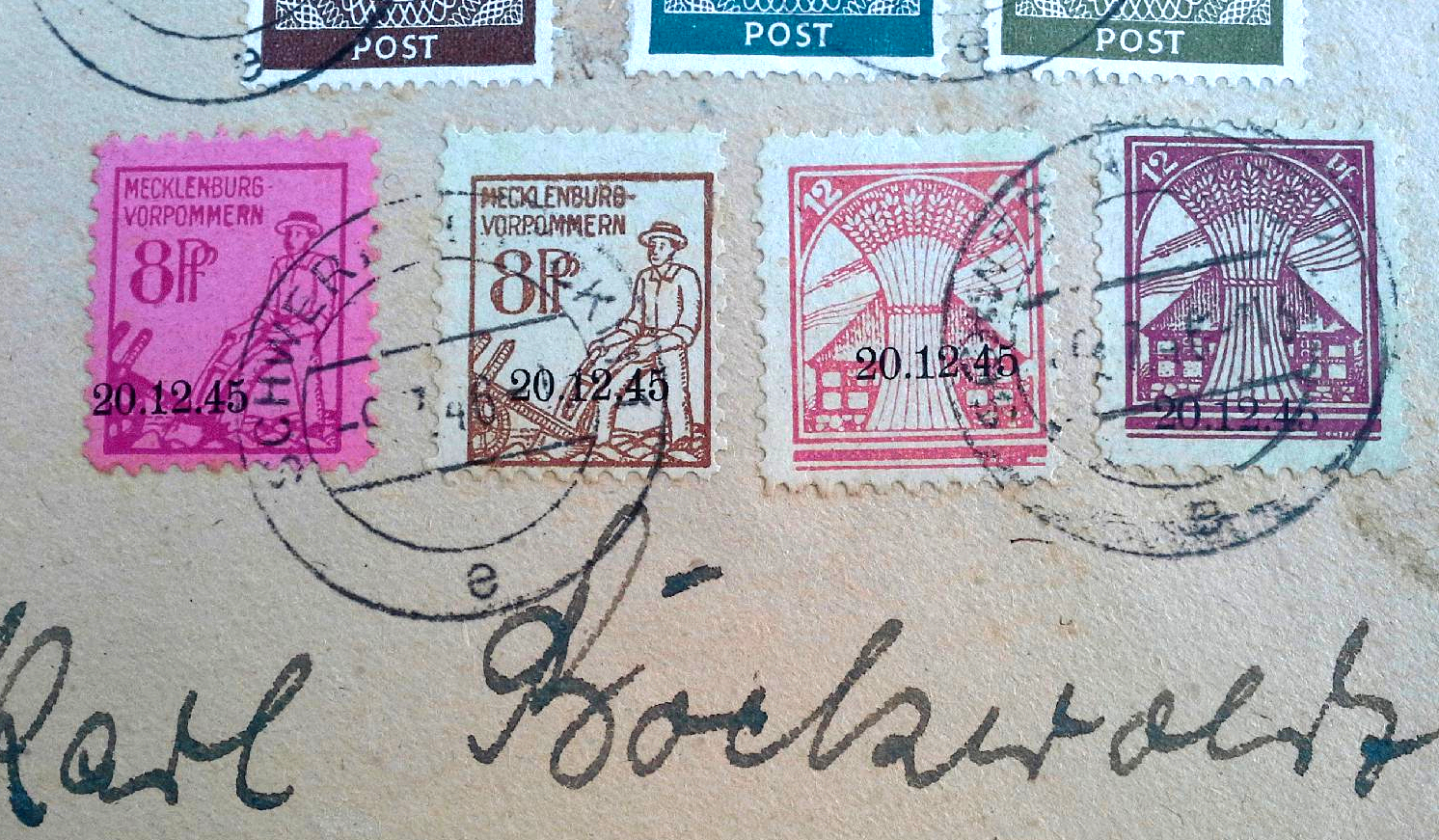
Mischfrankatur mit Aufdruck „20.12.45“ auf Briefmarken-Ausgaben für Mecklenburg-Vorpommern (SBZ) auf einem 1946 datierten Einschreiben

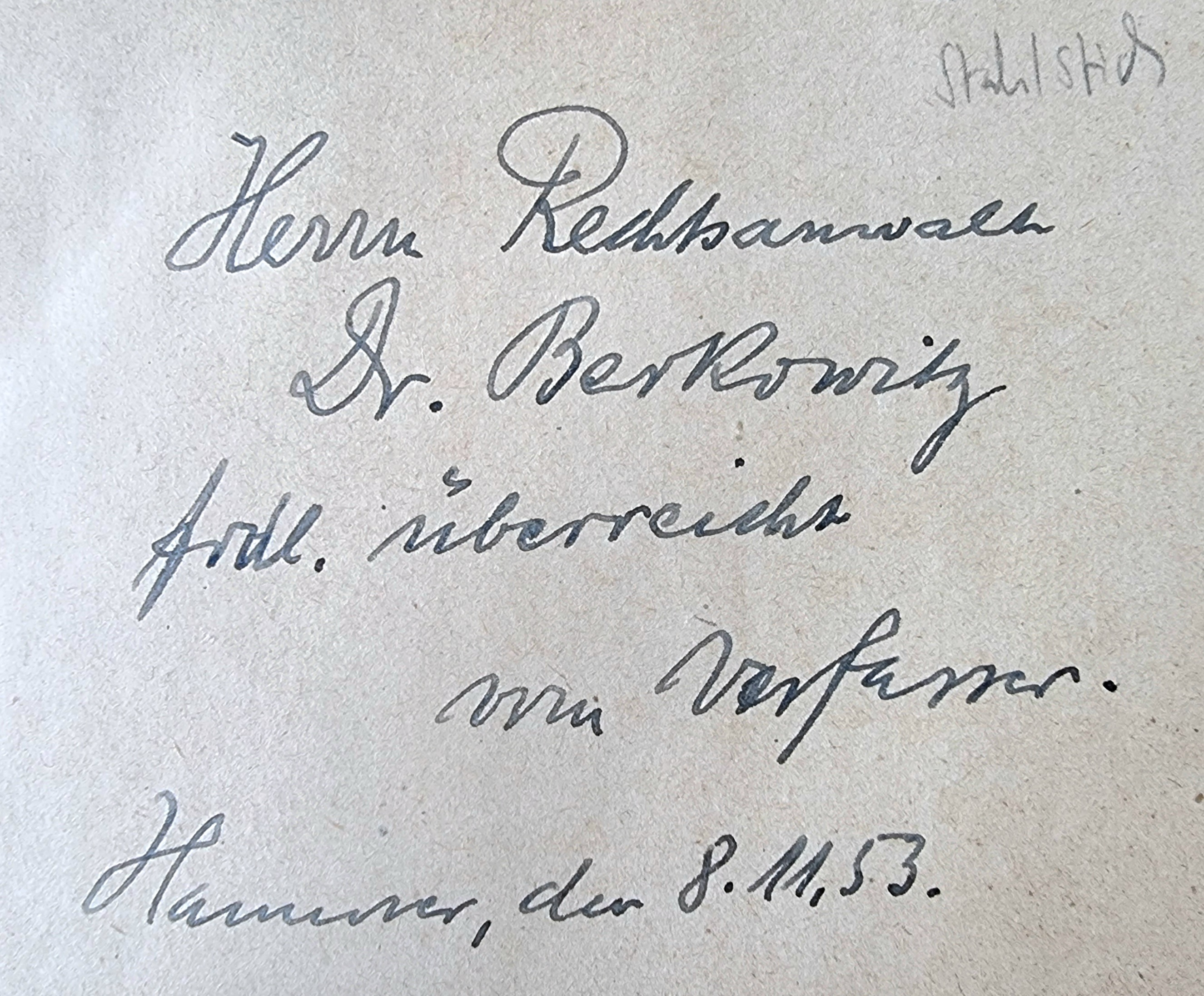
Handschriftliche Widmung des Verfassers in Die Post in Alt-Hannover an Horst Egon Berkowitz vom 8. November 1953

In der Nachkriegszeit soll Schnoor maßgeblich an der Herstellung und dem Vertrieb der Überdruckfälschungen aus der Sowjetischen Besatzungszone mit dem Datum „20.12.45“ aus Ludwigslust beteiligt gewesen sein.
Seine Sammlung befindet sich im Museum für Kommunikation Berlin.

## Schriften (Auswahl)
- Die unvollendete Hannover-Marke. In: Hannoversche Geschichtsblätter NF 1, 1930/31, S. 140–144.
- Tintenentwertung auf Hannover-Marken. In: Hannoversche Geschichtsblätter NF 1, 1930/31, S. 225–230
- Die Männer, die die hannoverschen Briefmarken schufen. In: Hannoversche Geschichtsblätter NF 2, 1932/33, S. 298–307
- Beiträge zur Geschichte der Kgl. Hannoverschen Post. 4 Teile[8]
  - Teil 1: Organisation und Betrieb der Königlich Hannoverschen Post. 1933
  - Teil 2: Die Franko-Marken von Hannover. 1936
  - Teil 3: Besonderheiten von Hannover. 1936
  - Teil 4: Hannover: Verzeichniss der Nachträge (1. Schöne alte Briefe. 2. Vorgeschichte der Freimarken Hannovers. 3. Notizen aus der Dienstinstuktion für die Kgl. Hannoverschen Postanstalten von 1856. 4. Die gute alte Zeit bei der Post).  1937
- Stempel-Katalog und Verzeichnis der Postorte des Königreichs Hannover. Hannover 1933.
- Die Kreuzbandmarken von Hannover. In: Deutsche Zeitung für Briefmarkenkunde 1935, Nr. 9, S. 168–170.
- Bahnpost im Königreich Hannover. Eine Abhandlung für Briefmarkensammler. W. H. Schnoor, Hannover 1936.
- Das Hannover-Paar. Einer philatelistischen Begebenheit nacherzählt. Sammler-Post, München o. J. [1936].
- Entwicklung der Post in Hannover von 1636 bis 1850. W. H. Schnoor, Hannover 1940.
- 300 Jahre Staatliche Post im Hannoverland. W. H. Schnoor, Hannover 1940.
- Geschichtliches Brief- und Markensammeln, als Maschinenschrift gedruckt. W. H. Schnoor, Hannover [1941].
- Die Post in Alt-Hannover. Frühgeschichte der Post für Sammler. Einleitung und Ergänzung zu „Alt-Hannover“. Hannoversche Postgeschichte für Briefmarkensammler und „Beiträge zur Geschichte der Königl. Hannoverschen Post“. Selbstverlag, Hannover [1944].
- Eine Hannover-Spezialsammlung auf geschichtlicher Grundlage. Schmitz, Grossbieberau, Odenwald 1949.
- Ludwigslust. Postgeschichte einer kleinen Residenz. In: Archiv für deutsche Postgeschichte 6, 1958, Heft 2, S. 46–56.
- Über den Briefmarkendruck in Ludwigslust/Meckl. 1945/6. In: Rundbrief der Arbeitsgemeinschaft Mecklenburg-Vorpommern im BDPh e.V. Nr. 1 (Februar 1963), S. 1–2 (Digitalisat).